# Cratere Bilemot
Bilemot è un cratere sulla superficie di 243 Ida.